# Carolus Sveiræus
Carolus Sveiræus, född 1607 i Asby församling, Östergötland, död 16 augusti 1666 i Å församling, Östergötlands län, var en svensk präst och riksdagsledamot.

## Biografi
Carolus Sveiræus föddes 1607 i Asby församling. Han var son till Stephan Carlsson. Sveiræus blev 21 augusti 1629 student vid Uppsala universitet och prästvigdes 1 april 1642 till kyrkoherde i Å församling. Han avled 1666 i Å församling och begravdes 4 september samma år i Å kyrka av biskopen Terserus.
Sveiræus var ledamot av prästeståndet vid riksdagen 1649. Ett epitafium över Sveiræus finns i Å kyrka.

### Familj
Sveiræus var gift med Margareta Jostsdotter (född 1607). Hon var änka efter kyrkoherden Gudmundus Magni i Å församling. Sveiræus och Jostsdotter fick tillsammans barnen kyrkoherden Jodochus Karlman i Örberga församling, Stephan Karlman (1642–1669), Gudmund Karlman (1643–1666), Daniel Karlman (1644–1666), Carl Karlman (1644–1666) och Christina Karlman som var gift med kyrkoherden Laurentius Wangel i Mogata församling. Barnen tog efternamnet Karlman.